# Veres Zoltán
Veres Zoltán (Tiszafüred, 1962. október 11.) magyar műrepülő Európa-bajnok, többszörös Guinness-rekorder. 1982-ben kezdte repülő pályafutását, 1986-ban szerzett diplomát repülőmérnökként a Nyíregyházi Főiskolán és itt is tanított 5 évig, pilótaoktatóként. A repülésben szerzett tapasztalata igen sokrétű. Eddig több mint 120 féle repülőgép-típust repült, a vitorlázó repülőgépektől a Boeing utasszállítóig. Oktató- és berepülőpilóta. Dolgozott pilóta-oktatóként, mezőgazdasági pilótaként, légitaxizott Észak-Amerikában, ahol megszerezte a hidroplánra szóló jogosítványt, valamint az amerikai FAA szerinti legmagasabb szintű utasszállító-repülőgép vezetői jogosítványt. A repülés területén igazságügyi szakértő. Főállásban a Malév pilótája 1996-tól a vállalat 2012-es csődjéig, majd a Wizz Air pilótája volt 2020-ig. Jelenleg business jeten repül. Boeing 737-es és Airbus A320 kapitány. A légügyi hatóság vezető vizsgáztatója. Eddigi összes repült ideje 19 000 óra.

## Pályafutása

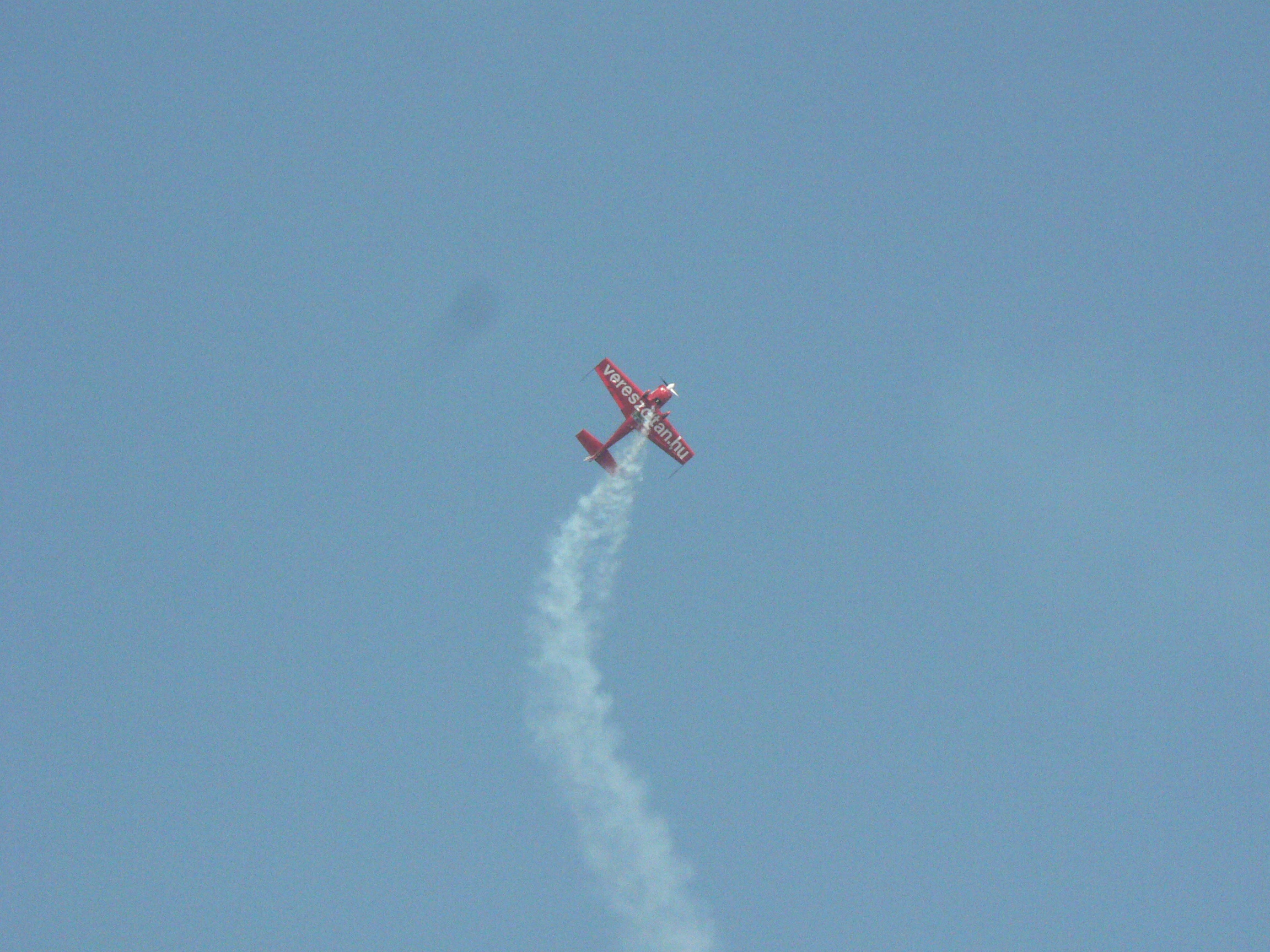
Veres Zoltán műrepülése

1986 óta végez műrepülést, 1988-tól a Motoros Műrepülő Válogatott Keret tagja. A Nemzetközi Műrepülő Szövetségnél (Commission Internationale de Voltige Aerienne, CIVA) Magyarország diplomáciai képviselője 1995-től 2001-ig, valamint 1995 és 1998 között a műrepülő válogatott csapatkapitánya.
1995-ben pedig a Breitling Világkupa meghívottja a világ 12 legjobb műrepülője között. Ennek kapcsán légibalett-bemutatóit olykor több mint 300 000 néző csodálhatta meg naponta Európában, az USA-ban, Kanadában és Japánban. 
1999 óta pedig világszerte neves repülőnapokra kap meghívást. 
2001-ben kötött géposztályban 100%-os teljesítménnyel összetett műrepülő Európa-bajnok. 
2005-ben aranyérmes az Aero Grand Prix elnevezésű meghívásos világkupán, melyet Mariborban, Szlovéniában rendeztek, elnyerve ezzel a „Repülő ászok világbajnoka” (World Champion Flying Ace) címet elsőként a világon. 
2006-ban más megtiszteltetésben is részesült: a Magyar Turisztikai Rt. országunk azon 11 jeles fő közé választotta, akik a „Magyarország a tehetségek hazája, ahová érdemes ellátogatni” című kampányban népszerűsíthették hazánkat itthon és külföldön.
2007-ben ismét „Repülő ászok világbajnoka” címet nyert a konstancai Aero GP-n. A magyar és az amerikai légügyi hivataltól olyan különleges műrepülő jogosítást kapott, aminek nincs alsó magassági korlátja. Repülőnapokon, egyéb technikai sporteseményeken gyakran láthatjuk „hagyományos” hajmeresztő légi bemutatóján kívül, más extrém helyzetekben: kötelékezett már Boeing illetve Airbus utasszállítógéppel, MiG–29-es vadászgépekkel. A motoros és autós gyorsulási versenyek kedvelt vendége.
Kétszeres Guinness-rekorder, 2007-ben Al Ainban, az Egyesült Arab Emírségekben felállította az orsózás világrekordját 408 darab egymást követő orsóval, valamint a kötelékrepülés Guinness-rekordját a legnagyobb súlykülönbségű repülőgépek között.
Egyik kedvenc show-eleme, amikor egy 3 méter magasan kifeszített szalagot háton repülve vág el a légcsavarral mintegy 400 km/órás sebességnél. Jelenlegi repülőgépe egy Extra 300-as, mely füst, fény és hang effektekre is alkalmas. Veres Zoltán évente 50-55 repülőnapon vesz részt. Műrepülő bemutatóit több mint 2,5 millió néző kísérheti figyelemmel Magyarországon és világszerte egyaránt.

## Eredményei
- 1988-ban az amerikai nyíltbajnokság „egyik” versenyén ezüstérmet szerzett.
- 1992-ben a Csehszlovákiában megrendezett „Mesterek tornájának” bajnoka lett.
- 2004. május 28-án Eger felett 70 orsót vezetett folyamatosan egymás után, ami nem hivatalosan ugyan, de egyéni és világrekord lett. Szeptember 10-én ezt a rekordot döntötte meg a jakabszállási sportrepülőtéren.[4] Kilencedikén csütörtökön Bochkor Gábor is elkísérte a felkészülésre,[5] majd a pénteki napon 306 orsót teljesített. Ezt az eredményt később a Guinness-rekordkönyvbe is felvezették.
- 2005. május 22-én megnyerte az Aero Grand Prix Budapesten megrendezett első fordulóját.[6]
- 2006. január 11–16. között az arab emírségekbeli Al Ain-ben zajlott le az Al Alain Aerobatic Show, ahol egy magyar sárkányrepülős ultralight-repülőcsapaton kívül ő képviselte Magyarországot. Az FAI World Grand Prix of Aerobatics futamán (Freestyle bajnokság) a péntek 13-ai kvalifikációban a 3. helyezést érte el. A szombati versenynapot végül homokvihar miatt törölték, majd a vasárnapi zárónapon a kvalifikációs eredmény szerinti lett a végeredmény: 1. Jurgis Kairys (Litvánia, Szu–31), 2. Klaus Shrodt (Németország, Extra 300), 3. Veres Zoltán (Extra 300).[7]
- 2006 tavaszán hátrepülésben repült át a szolnoki Tisza-híd alatt. A mutatványt a Tisza magas vízállása nehezítette, szabad nyílása kevesebb volt mint 7 méter.
- 2006 nyár végén közreműködött Gulyás Kiss Zoltán kaszkadőr Guinness-rekordkísérletében, ahol egy kétfedelű repülőgépet vezetett, a kaszkadőr 170–180 km/h-s sebesség mellett a felső szárnyon felállva egy helikopter csúszó talpába kapaszkodott át. A mutatványt három évig készítették elő.[8]
- 2007. január 29-én, helyi idő szerint 14:00 körül Al Ain-ben ismét felállította az orsózás világrekordját 408 egymást követő orsóval (másodjára is meghívták az ötnapos rendezvényre, ami igen ritka). Ez a második Guinness-rekordja. Az ellenőrző bizottság tagja volt Juszif Al Hamadi, az Egyesült Arab Emírségek Repülőszövetségének elnöke, Mohammed bin Barak ezredes, mint a rendezvény főkoordinátora és Abdullah bin Hazer a szervezőbizottság elnöke is. A manőversorozat 28 percig tartott, egy 1000 méter oldalhosszú négyzetpályán, „félbehagyására” technikai okok miatt került sor (a kiírt 10 perces időkeret jelentős túllépése). Bejelentett bemutatójára (50 orsó) Fahd bin Abdul sejk, a dubaji emírség koronahercege is kíváncsi volt. A várakozásokat azonban jelentősen felülmúlta. A Guinness World Record képviselője helyben adta át az okleveleket, amelyből a rendezők öt másolatot is kértek, hogy az Abu-Dzabi-i Turisztikai Minisztérium (főtámogató) öt különböző helyiségében is kiállíthassák. A Guinness-nek új kategóriát és kódexet kellett felállítania az eseményhez.
- Ismét meghívást kapott Al Ain-be, a 2008. október 31. és november 7. között megrendezett ázsiai ejtőernyős kontinens és világbajnokság nyitó- és záró ceremóniájára, ahol egyedül ő vett részt repülőgéppel. Gépet az East Wing An–12-ese szállította el Tökölről, amit az Abu Dzabi-i szervezők fizettek.
- A 2009-es Aero GP Freestyle szezon január 28–január 31. között megrendezett Al Ain-i futamán már új MXS gépével indult, amit végül meg is nyert: 1. Veres Zoltán (MXS), 2. Gerald Cooper (Nagy-Britannia), 3. Mark Jefferies (Nagy-Britannia).
- A 2009. július 1–2. között Balatonfüreden megrendezett Grand Aero Challenge légitriatlon versenyen a Szinkron műrepülés és a Freestyle versenyszám mellett az összetett versenyt is megnyerte. Az összesített eredmény: 1. Veres Zoltán MXS (HUN), 2.Nigel Hopkins Extra-300 (RSA), 3. Fransesco Fornabaio Extra-300 (ITA), 4. Peter Steiman CAP 231 (GER)
- 2021. december 4-én eddig tisztázatlan körülmények között egy Tecnam P2006 típusú kétmotoros repülőgéppel "hason csúszva" (behúzott futóművekkel) szállt le Győri Gyula társaságában a Debreceni Repülőtér kifutópályájára.[9][10][11]
- 2022. július 16-án, Hajdúszoboszló repülőterén megrendezett AeroFest 2022 rendezvényen a N540XX lajstromjelű MXS repülőgépével[12] alacsonyra került, így a repülőgép szárnyvége a talajnak ütközött. A hajdúszoboszlói rendőrkapitányság közlekedésrendészeti alosztálya büntetőeljárást indított.[13]

## Repülőgépei
- Zlín Z–50
- Szuhoj Szu–29
- Extra 260
- MXS

### Extra 300S
Az Extra 300 típust az Extra Flugzeugbau GmbH. tervezte és folyamatosn fejleszti. A gép együléses, üvegszál erősítéses technológiával épül, szerkezeti tömege 680 kg. Motorja egy 300 LE-s, 6 hengeres, Lycoming boxermotor, amely egy háromágú német MT-légcsavart forgat. A gép végsebessége földközelben 420 km/óra, orsózó szögsebessége 400°/másodperc, megengedett túlterhelési többese ±10 g. Lajstromjele HA–NEM. A sorozat 29-es sorozatszámú gépét repülte a 2008-as év végéig.
Méretek:
- Hosszúság: 7,12 m
- Magasság: 2,62 m
- Fesztávolság: 8 m
- Szárny felület: 10,7 m2
- FAA által elismert terhelési mutató: ±10 g

### MXS
A típust az MX Aircraft gyár fejleszti, 100 kg-mal könnyebb az Extra 300S-nél (580 kg) és 50 LE-vel erősebb motor hajtja (350 LE). A 2009-es versenyszezont már ezzel a géppel repüli.
Technikai adatok:
- Maximális sebesség: 426 km/h
- Leszálló sebesség : 107,4 km/h
- Utazási sebesség: 352 km/h
- Orsózó sebesség: 420 fok/sec
- Hatósugár: 1390 km
- Függőleges emelkedés: 1066 m
- Max üzemanyag: 220 liter
- Hajtómű teljesítmény: 380 LE
- Hossz.: 6,4 m
- Fesztávolság: 7,31 m
- Szárny felület: 9,47 nm
- Magasság: 6,0 ft, 1,82 m
- Üres tömeg: 572 kg
- Maximális tömeg: 836 kg
- Maximális terhelhetőség: +14/-14G